# Беатриче ди Тенда (герцогиня Милана)
Беатри́че ди Те́нда (итал. Beatrice di Tenda), или Катери́на Беатри́че ди Те́нда (итал. Caterina Beatrice Lascaris di Tenda; 1370 или 1372, или 1376, Танд, синьория Танд — 13 сентября 1418, Бинаско, Миланское герцогство) — итальянская аристократка. В первом браке жена кондотьера Бонифачьо Кане, графиня Бьяндрате. Во втором браке жена герцога Милана Филиппо Марии Висконти. Была обезглавлена по обвинению в супружеской неверности. Беллетризированная история обстоятельств её смерти легла в основу оперы «Беатриче ди Тенда» Винченцо Беллини.

## Происхождение
Беатриче ди Тенда родилась в замке Танд или в замке на холме Танд. Точная дата рождения неизвестна. В разных источниках указаны 1370, 1372 и 1376 годы. Впервые она упоминается под именем Беатрисы из Танда в «Истории Милана» Бернардино Корио, который присвоил ей происхождение из рода Ласкарисов, графов Вентимильи и синьоров Танда. Сторонники этой теории родителями Беатрисы называют графа Анитонио Ласкариса из Танда и Маргариту дель Карретто из рода маркграфов Финале, графа Гульельмо Пьетро Ласкариса и одну из представительниц дома Карретто, графа Пьетро Бальбо II Ласкариса и ту же Маргариту дель Карретто или некую Поликсену. Историк и археолог Джироламо Росси отождествлял её с Катериной Ласкарис, которая, по мнению исследователя, после замужества взяла себе имя Беатриче, чтобы угодить супругу.
Версию о происхождении Беатриче из рода Ласкарисов оспаривали историки Занино Вольта и Франческо Коньяссо. Вольта в 1895 году опубликовал доверенность Беатриче на ведение переговоров о наследстве в Генуе, в которой она называется дочерью кондотьера Руджеро Кане. Коньяссо нашёл подтверждение этому в письме дожа Джорджо Адорно к Беатриче, герцогине Милана, написанном в марте 1413 года. В нём Джорджо сообщает о своём избрании и вспоминает о дружбе семьи Адорно с отцом и первым мужем Беатриче, Руджеро и Бонифачьо Кане. На происхождение Беатриче из рода Кане, по мнению Коньяссо, указывает и тот факт, что современник герцогини гуманист Пьеркандидо Дечембрио присваивает ей происхождение ниже происхождения её второго супруга, что мало вероятно, если бы она происходила из рода Ласкарисов из Вентимильи, потомков византийских императоров.

## Браки
Точная дата бракосочетания Беатриче с кондотьером Бонифачьо, или Фачино Кане неизвестна. Историки, которые ведут её происхождение от рода Ласкарисов, называют 1395 или 1398 годы. Сведения о доброте и благотворном влиянии Беатриче на грубый нрав первого мужа современные исследователи считают преувеличенными. Известно, что она участвовала с Кане в военных походах и пользовалась уважением со стороны командиров и солдат его армии. Антонио ди Рипальта в «Пьяченских анналах» (лат. Annales Placentini) говорит о том, что Беатриче раздала большую милостыню нуждающимся горожанам после того как Пьяченца была захвачена её мужем. Вероятно, она была советчицей Кане по вопросам политики и правления в феодах. Современник Беатриче, хроникёр Джоффредо делла Кьеза, приводит слова кондотьера о том, что его жена знает, как управлять государством.
16 мая 1412 года Фачино Кане умер в Павии. За несколько часов до его смерти был убит миланский герцог Джан Мария Висконти. Власть в Милане захватили бастард его отца Эсторре Висконти и Джованни Алипранди. Узнав об этом на смертном одре, Кане поручил Бартоломео делла Капра, будущему архиепископу Милана, женить на своей вдове молодого графа Павии Филиппо Марию Висконти — младшего брата убитого миланского герцога. Фачино завещал Беатриче 400 000 дукатов, города Алессандрию, Новару, Тортону, Верчелли и прочие обширные владения на территории Ломбардии. Богатое приданое вдовы, которая была старше жениха почти на двадцать лет, и сильная армия, оставленная её первым мужем, должны были помочь Филиппо Марии Висконти стать новым герцогом Милана. 21 мая 1412 года было объявлено о помолвке. В тот же день Филиппо Мария провозгласил себя миланским герцогом. Точная дата второго бракосочетания Беатриче тоже неизвестна. Вероятно, брак был заключён в Павии в конце мая или начале июня 1412 года, потому что в документе от 17 июня того же года Беатриче уже упоминается как герцогиня Милана. Некоторые исследователи полагают, что церемония состоялась 24 июля. Известно, что во второй половине июля Беатриче и Филиппо Мария торжественно въехали в Милан в статусе герцогской четы.
Резиденция герцогини располагалась в замке у ворот Йовиса в Милане. Иногда она выезжала в свои замки Аббьятеграссо и Бинаско. В начале супружеской жизни, отношения между Беатриче и Филиппо Марией носили ровный характер. По мнению некоторых поздних исследователей, они даже испытывали взаимную симпатию. Мнения современников о Беатриче и её отношениях со вторым мужем разнятся. Пьеркандидо Дечембрио отзывается о герцогине резко и говорит, что герцог долго терпел жену, стараясь оказывать на неё благотворное влияние. Гуманист Андреа Билья в своей «Истории» (лат. Historia), напротив, отзывается о ней положительно, называя верной супругой. По свидетельству другого хроникёра, Эбергарда Виндека, склонный к гомосексуальным отношениям Филиппо Мария не любил жену. Тем не менее, герцог открыто выражал Беатриче свою благодарность, в том числе, в письменной форме, вероятно, из-за влияния, которым та пользовалась при дворе в Милане. Фактически она была соправительницей мужа. Так, в своём письме от 25 июля 1415 года император Сигизмунд обратился к ним обоим. 2 января 1414 года Филиппо Мария подарил жене замки в Виджевано, Аббьятеграссо, Понтекуроне, Вогере, Мортаре и Монце.

## Обстоятельства смерти

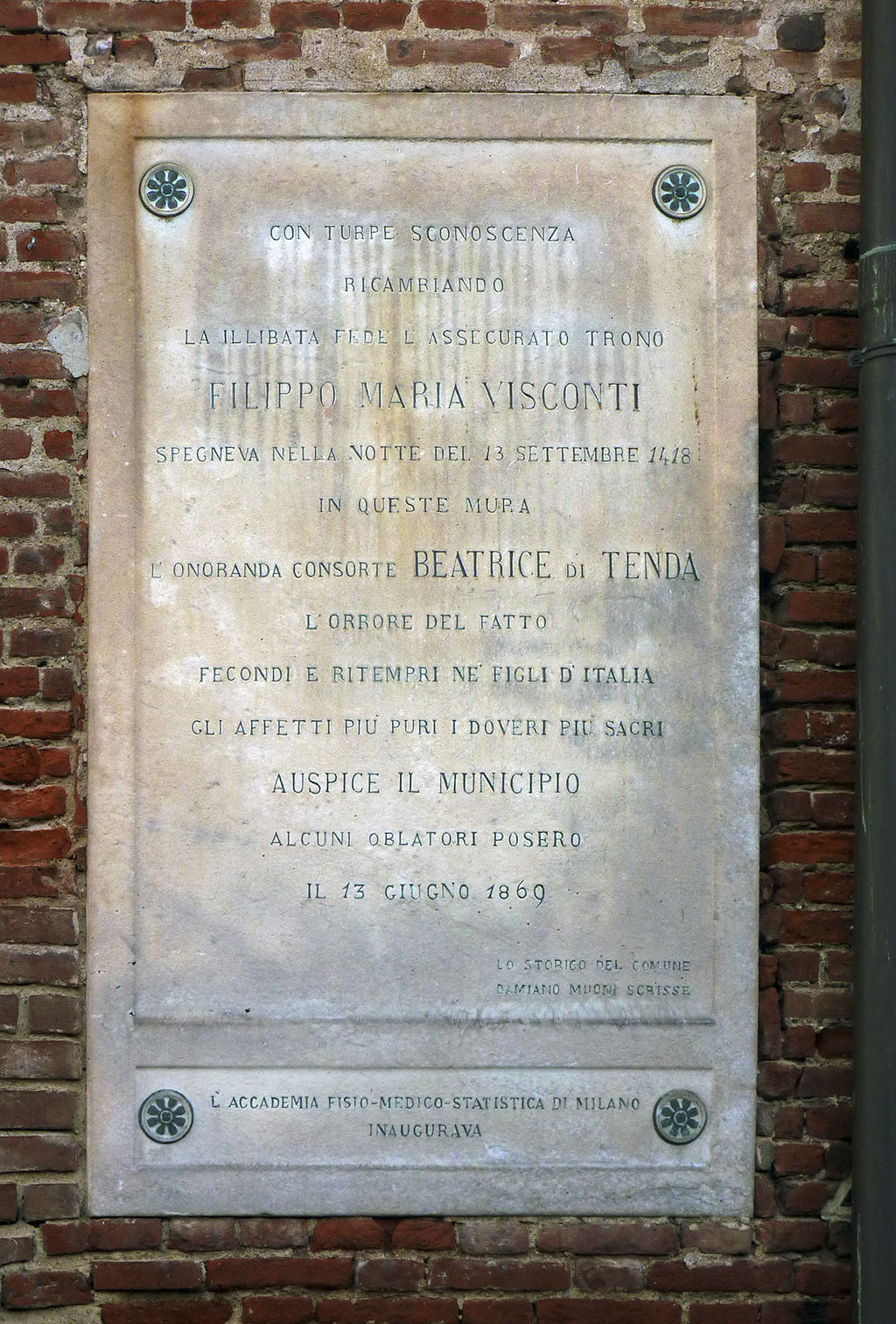
Мемориальная доска в замке Бинаско в память об обезглавленной здесь Беатриче ди Тенда

Положение Беатриче при дворе в Милане резко изменилось с началом 1418 года. По мнению Виндека решение Филиппо Марии избавиться от жены было спровоцировано встречей Беатриче с послами императора Сигизмунда в Милане в феврале 1418 года. Герцогиня пыталась защитить своё положение и укрепить влияние на дела миланского герцогства, опасаясь возросшего влияния своего супруга. Другой причиной стала деятельность придворной партии, враждебной Беатриче, во главе с её фрейлиной и молодой фавориткой герцога, Агнессой дю Мэн, от связи с которой Филиппо Мария рассчитывал получить наследника.
23 августа 1418 года по приказу герцога Беатриче была арестована графом Франческо Буссоне да Карманьола, бывшим командиром армии её первого мужа, с которым она, по свидетельству Андреа Редузи, участвовала в подавлении мятежа в Алессандрии. Современные исследователи считают это утверждение вымышленным. Ей было предъявлено обвинение в супружеской неверности. Беатриче перевезли из Милана в замок Бинаско, где подвергли жестоким пыткам ради признания. По свидетельству Дечембрио она признала свою вину. Билья, напротив, утверждает, что Беатриче до конца отстаивала свою невиновность, а под пытками в прелюбодеянии признался её предполагаемый любовник Микеле Оромбелло. По решению судьи Гаспарино де Грасси из Кастеллеоне все обвиняемые были приговорены к смертной казни. В ночь с 13 на 14 сентября 1418 года Беатриче была обезглавлена вместе с Оромбело и двумя служанками, свидетельствовавшими против неё.

## В культуре

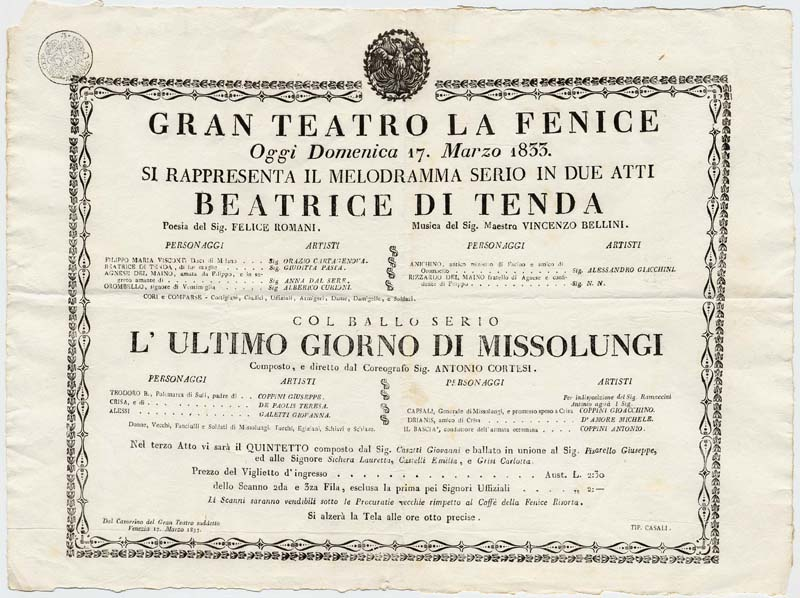
Афиша премьеры оперы Винченцо Беллини «Беатриче ди Тенда» в театре «Ла Фениче»

В народной памяти Беатриче осталась невинной жертвой, пострадавшая из-за злобы Филиппо Марии. Со временем её образ приобрёл романтические черты. Трагическая история миланской герцогини послужила основанием для написания драм и романов, включая произведения таких авторов, как Диодата Салуццо Роэро и Джамбаттиста Баццони. Трагедия «Беатриче ди Тенда» Карло Тебальди Фореса послужила основанием для либретто Феличе Романи к одноимённой опере Винченцо Беллини. Статья о Беатриче вошла в энциклопедию Сары Джозефы Хейл «Женский журнал, или Очерки о всех выдающихся женщинах от сотворения мира до 1854 года». Она появляется как второстепенный персонаж в романе «Белларион» Рафаэля Сабатини.